# Poliwrath
Poliwrath (japanski: ニョロボン Nyorobon) jedan je od 1025 fiktivnih vrsta Pokémona iz medijske franšize Pokémon, skupa Pokémon videoigara, animiranih serija, manga stripova, knjiga, igraćih karata i drugih medija kojima je tvorac Satoshi Tajiri. Svrha je Poliwratha u videoigrama, animiranoj seriji i manga stripovima, kao i svrha ostalih Pokémona, borba s divljim Pokémonima – neukroćenim stvorenjima koje igrači i likovi pronalaze dok kreću na razne avanture – i pripitomljenim Pokémonima drugih Pokémon trenera.

## Etimologijaimena
Ime Poliwrath kombinacija je engleskih riječi "pollywog" = punoglavac, što se odnosi na anatomiju tijela njegova prethodnog oblika, Poliwaga, i "wrath" = gnjev, odnoseći se na Poliwrathov gnjevni i agresivni tip Borbenog Pokémona. 
Njegovo je japansko ime, Nyorobon, vjerojatno onomatopeja: "Nyoro nyoro" označava migoljenje i meškoljenje, opisujući kretnje punoglavca (u ovom slučaju, njegova prvotnog oblika Poliwaga).

## Pokédex podaci
- Pokémon Red/Blue: Plivač iskusan u kraulu i prsnom plivanju. Lako prepliva i najbolje ljudske plivače.
- Pokémon Yellow: Pliva brzo koristeći mišiće na tijelu. Može preplivati i vrhunske plivače.
- Pokémon Gold: Ovaj snažan i spretan plivač u mogućnosti je preplivati Tihi ocean zamasima nogu.
- Pokémon Silver: Iako je energičan, vješt plivač koji se služi svim raspoloživim mišićima, živi na tlu.
- Pokémon Crystal: Sposoban je koristiti dobro razvijene ruke i noge kako bi pretrčao površinu vode u djeliću sekunde.
- Pokémon Ruby/Sapphire: Poliwrathovi visoko razvijeni mišići nikada ne postaju umorni, bez obzira na količinu tjelovježbe. Tako je neumorno snažan da će preplivati Tihi Ocean bez imalo truda.
- Pokémon Emerald: Njegovi razvijeni mišići nikada ne postaju umorni, bez obzira na količinu tjelovježbe. Tako je neumorno snažan da će preplivati Tihi Ocean bez imalo truda.
- Pokémon FireRed: Vješt plivač vičan u kraulu, leptiru i mnogim ostalim plivačkim stilovima. Brži je od mnogih najboljih ljudskih plivača.
- Pokémon LeafGreen: Plivač iskusan u kraulu i prsnom plivanju. Lako prepliva i najbolje ljudske plivače.
- Pokémon Diamond/Pearl: Uz pomoć svojih nevjerojatno snažnih mišića, sposoban je preplivati Tihi Ocean bez odmora.

## U videoigrama
Poliwrath je nedostupan u divljini u svim Pokémon videoigrama, te ga se iz tog razloga mora razviti iz Poliwhirla korištenjem Vodenog kamena. Shadow Poliwratha može se oteti Cipher Adminu Goriganu u igri Pokémon XD: Gale of Darkness, na otoku Citadark. Kada igrač razvije Poliwhirla u Poliwratha, on zapravo odabire Poliwratha nad Poliwhirlovom alternativnom evolucijom u Politoeda.
Poliwrath može posjedovati jednu od dvije Pokémon sposobnosti: Upijanje vode (Water Absorb) čini Poliwratha imunim na Vodene napade, koji mu zapravo ne čine štetu, već mu vraćaju izgubljene HP-e, dok Vlažnost (Damp) onesposobljava korištenje tehnika Samouništenja (Selfdestruct) i Eksplozije (Explosion).   

## Tehnike
| Prirodne tehnike                | Prirodne tehnike | Prirodne tehnike |
| ------------------------------- | ---------------- | ---------------- |
| Tehnika                         | Vrsta tehnike    | Razina           |
| Mjehurasti mlaz (Bubblebeam)    | Vodeni           |                  |
| Dvostruka pljuska (Doubleslap)  | Normalni         |                  |
| Hipnoza (Hypnosis)              | Psihički         |                  |
| Podvrgavanje (Submission)       | Borbeni          |                  |
| Dinamični udarac (DynamicPunch) | Borbeni          | 43               |
| Čitač misli (Mind Reader)       | Normalni         | 53               |

## Statistike
| HP:      | 90 |  |
| Attack:  | 85 |  |
| Defense: | 95 |  |
| Special: | 70 |  |
| SpAtk:   | 70 |  |
| SpDef:   | 90 |  |
| Speed:   | 70 |  |

Statistika Special korištena je samo tijekom prve generacije; kasnije je podijeljenja na Special Attack i Special Defense statistike.

## U animiranoj seriji
U epizodi 107: "Charizard Chills!", trener je koristio Poliwratha protiv Ashova Charizarda, dok ga je u epizodi 170: "Hook, Line & Stinker!" jedan trener koristio tijekom natjecanja u pecanju Seakinga i protiv kojeg se Misty borila radi pobjede u natjecanju, jer su oba trenera uhvatila Seakinga iste veličine i težine. 
Vođa dvorane Chuck u svojoj je dvoranskoj borbi protiv Asha i njegove Bayleef koristio Poliwratha. Ostala pojavljivanja Poliwratha u Pokémon animiranoj seriji bila su manjeg značenja.